# Машутино (Московская область)
Машутино — деревня в Сергиево-Посадском районе Московской области, в составе муниципального образования Сельское поселение Шеметовское (до 29 ноября 2006 года входила в состав Шабурновского сельского округа).

## Население
| 2002 | 2006 | 2010 |
| ---- | ---- | ---- |
| 4    | →4   | ↗9   |

## География
Машутино расположено примерно в 36 км (по шоссе) на северо-запад от Сергиева Посада, на правом берегу реки Вытравки (левый приток Дубны), высота центра деревни над уровнем моря — 177 м. Деревня связана автобусным сообщением с райцентром и соседними населёнными пунктами. На 2016 год в деревне зарегистрировано 2 садовых товарищества и коттеджный поселок.